# Capela de Nossa Senhora da Consolação
A Capela de Nossa Senhora da Consolação, também designada por Ermida de Nossa Senhora da Consolação, fica situada na antiga freguesia de Santiago, na cidade de Tavira.
Esta capela data de 1648, e foi construída pela Confraria de Nossa Senhora da Consolação dos Presos. Situada de frente para a antiga Cadeia Civil de Tavira (extinta em 1916), deve o seu nome ao facto de ser ali que os condenados à morte passavam as suas últimas horas.
De interior simples, pode observar-se o seu rodapé de azulejos, datado do século XVII, e diversas pinturas alusivas à Virgem Maria e à Paixão de Cristo.